# Josep Maria Margall
Josep Maria Margall, född 17 mars 1955 i Calella i Spanien, är en spansk basketspelare som tog OS-silver 1984 i Los Angeles. Detta var Spaniens första medalj i basket vid olympiska sommarspelen. Det kom att dröja till baskettävlingarna vid olympiska sommarspelen 2008 i Peking innan Spanien tog sin nästa medalj. Margall spelade 187 matcher för Spaniens herrlandslag i basket.

## Klubbhistorik
- 1972–1990: Joventut Badalona
- 1990–1991: CB Girona
- 1991–1993: Andorra CB